# Anthophora estebana
Anthophora estebana är en biart som beskrevs av Cockerell 1923. Anthophora estebana ingår i släktet pälsbin, och familjen långtungebin. Inga underarter finns listade i Catalogue of Life.